# Pandémie de Covid-19 au Cameroun
Pour un article plus général, voir Pandémie de Covid-19.
La pandémie de Covid-19 au Cameroun démarre officiellement le 6 mars 2020. À la date du 14 janvier 2024, le bilan y est de 1 974 morts.

## Historique

### Premier cas
Le premier cas officiellement reconnu de Covid-19 dans le pays, est annoncé le 6 mars 2020. Il s'agit un ressortissant français de 58 ans, arrivé à Yaoundé, le 24 février.

### Évolution de la maladie
Au 7 avril 2020, le pays compte 730 cas, 60 personnes guéries et 10 décès.

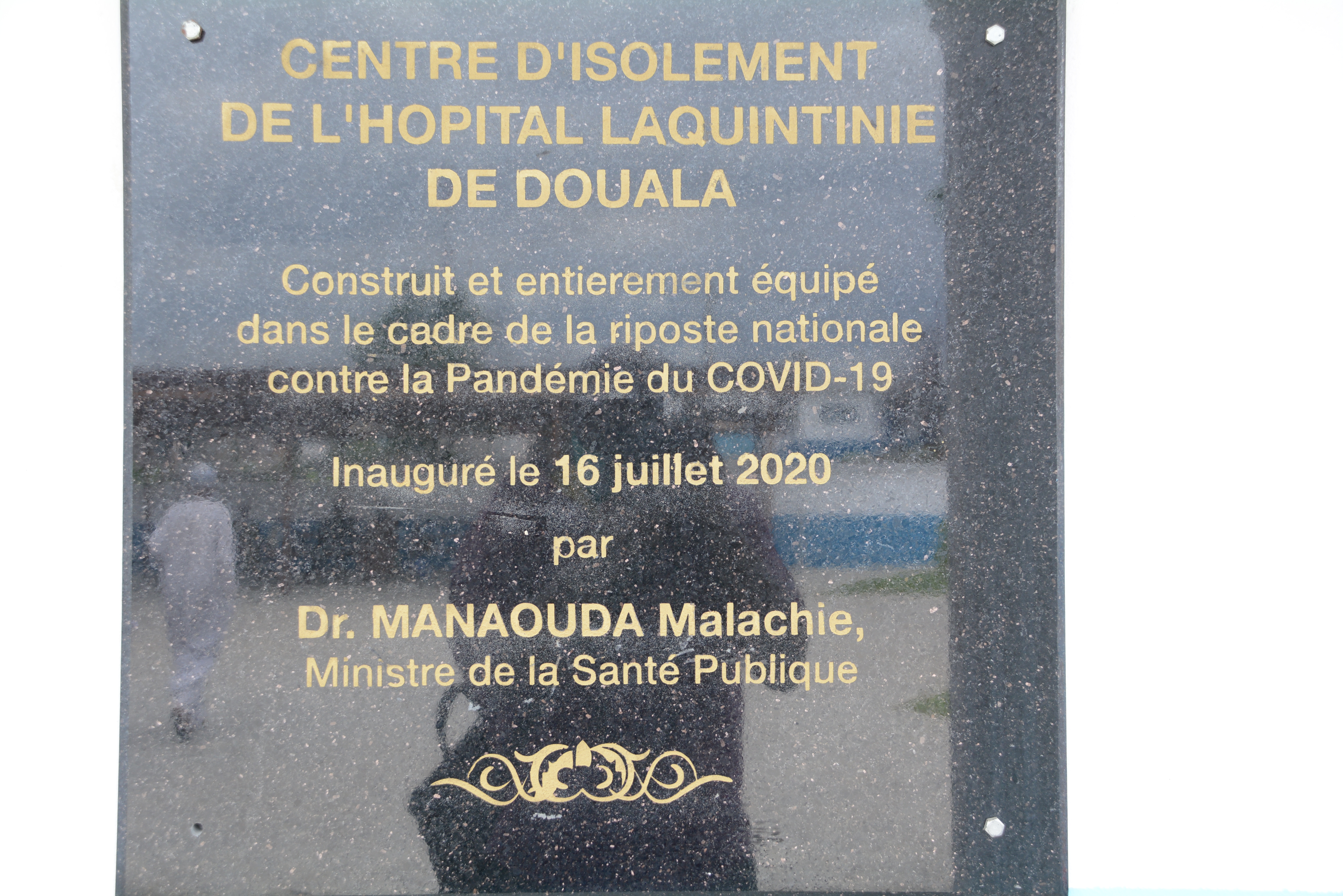
Inauguration d'un centre d'isolement à l'hôpital Laquintinie de Douala le 16 juillet 2020.

Le silence du président Paul Biya au début de l'année 2020 alors que la pandémie de Covid-19 fait du Cameroun le deuxième pays le plus touché d'Afrique subsaharienne, suscite des critiques. Pour l'économiste de la santé Albert Ze, « il y a un manque évident de coordination dans la réponse contre la Covid-19, ».
En novembre 2020, la docteure Elisabeth Carniel, directrice du Centre Pasteur du Cameroun à Yaoundé déclare :
« Au Cameroun, très peu de personnes ont dû être hospitalisées. Peu sont mortes. Le taux d’occupation des lits Covid est de 1 %. Le confinement a été peu respecté et, aujourd’hui, tout le monde va à la messe ou participe à des rassemblements sportifs sans porter de masques ».
Début 2021, le pays est touché par une deuxième vague épidémique. Une campagne de vaccination massive est lancée, grâce à des doses offertes par la Chine et l'initiative COVAX, mais connaît des difficultés. En parallèle, des soupçons de détournement des fonds alloués à la gestion de la crise conduisent Human Rights Watch à réclamer une enquête indépendante. Des milliards de francs CFA auraient été détournés. Sous la pression des bailleurs de fonds, Paul Biya transfère la direction financière de la lutte contre le Covid-19 du gouvernement à une task force de la présidence.
En mars, Martin Mbarga Nguélé, le patron de la police camerounaise, annonce qu'il n'autorise plus systématiquement les vols qui viennent de l'étranger. 

Port du masque dans les rues de Douala.
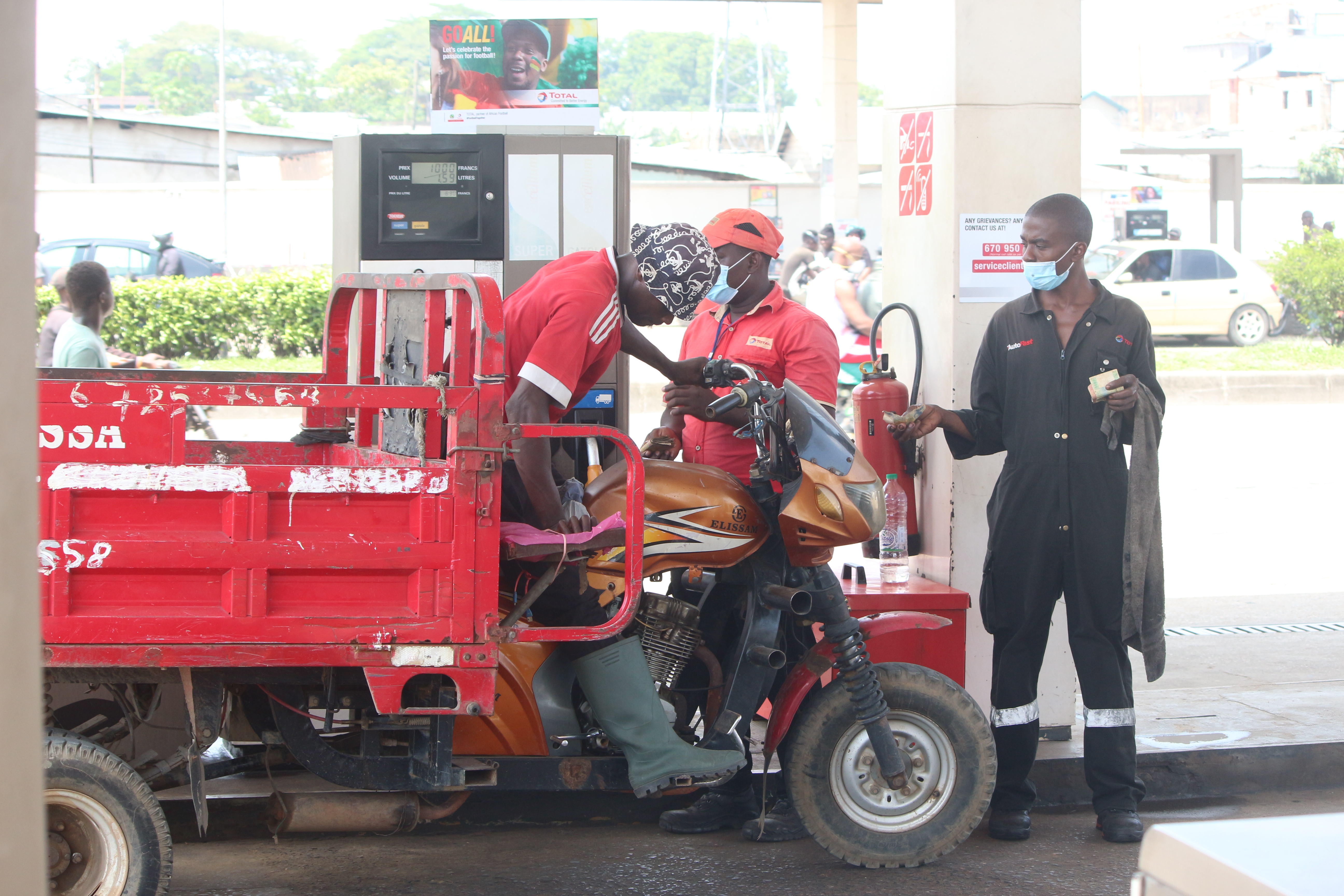
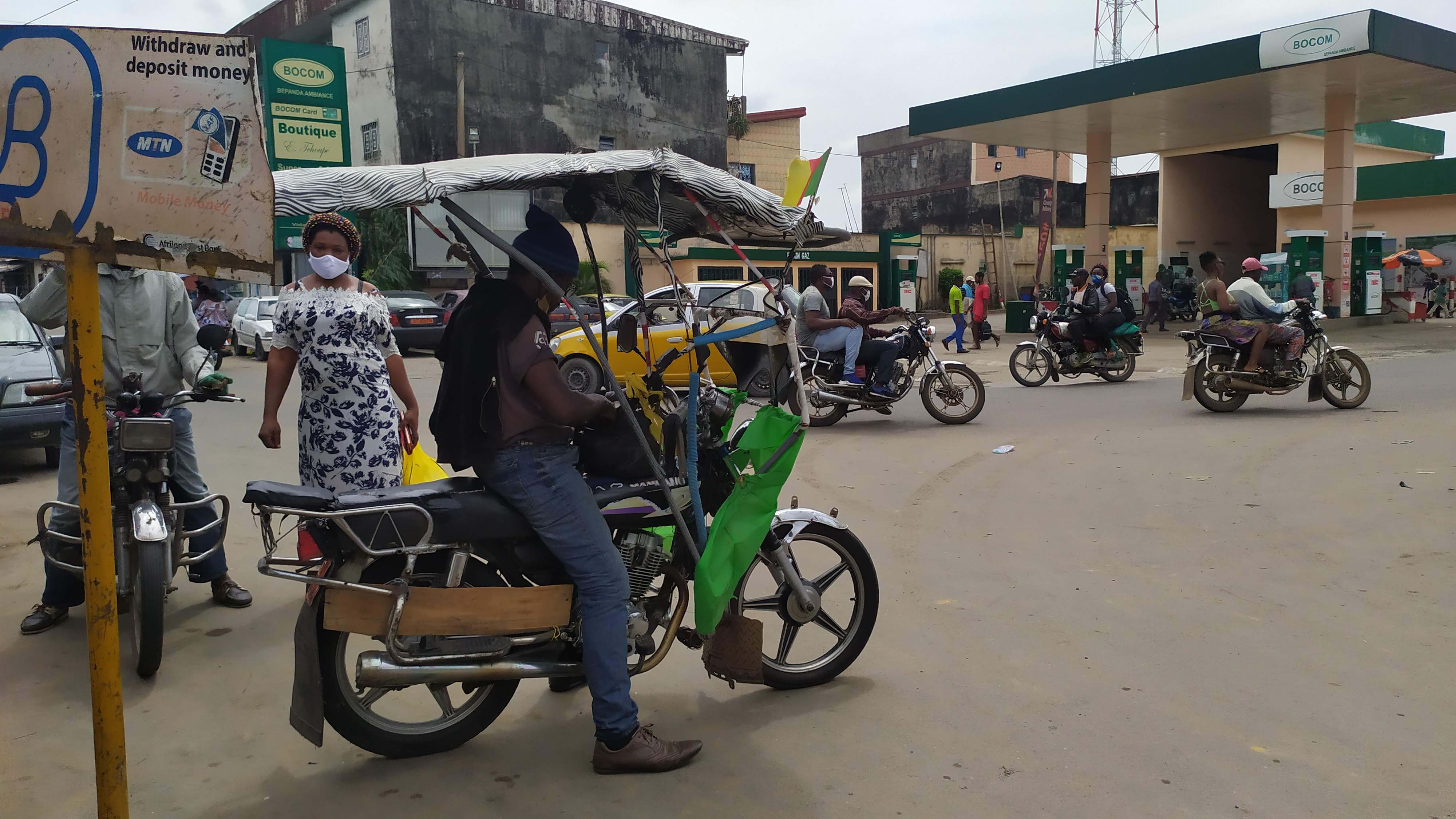
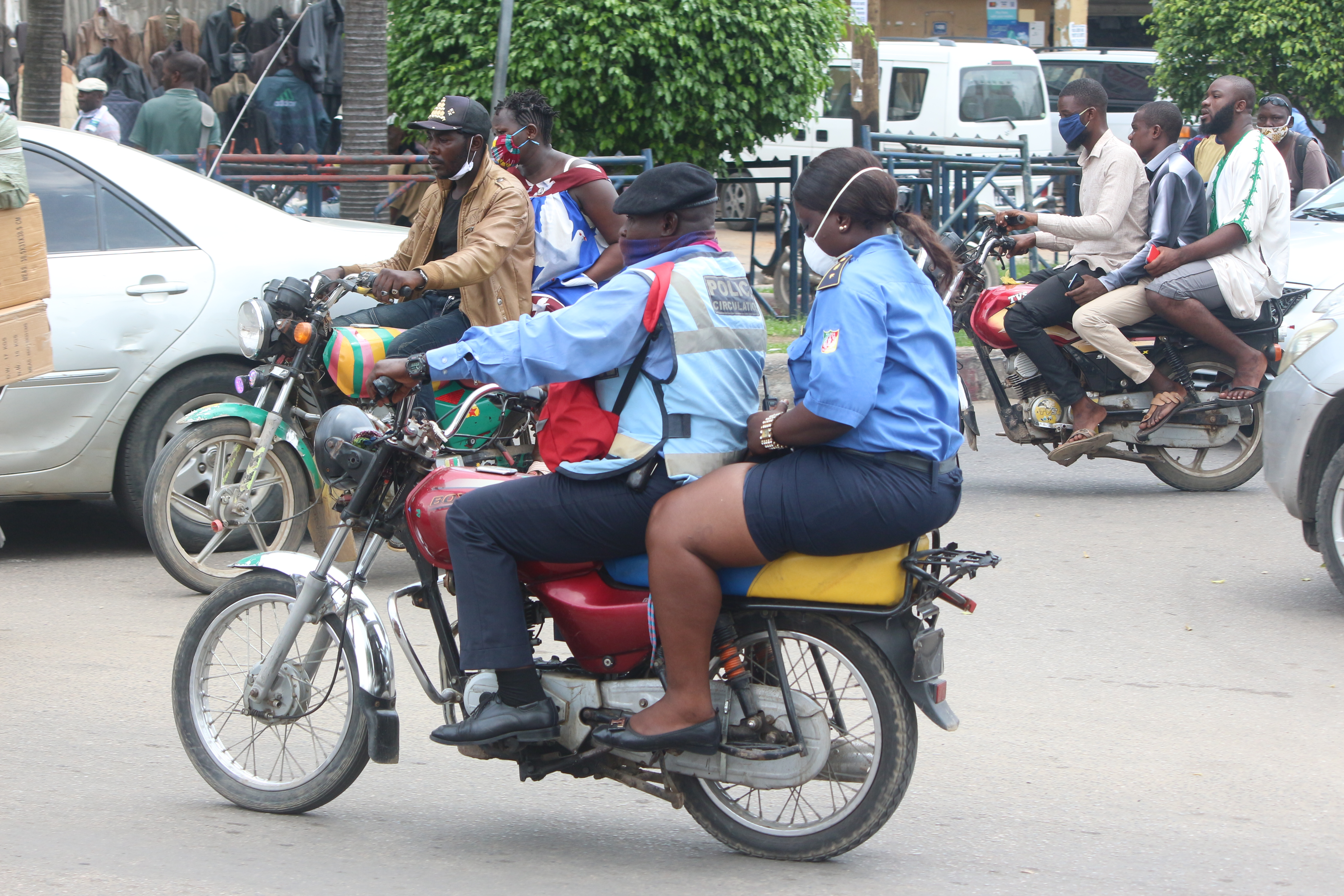
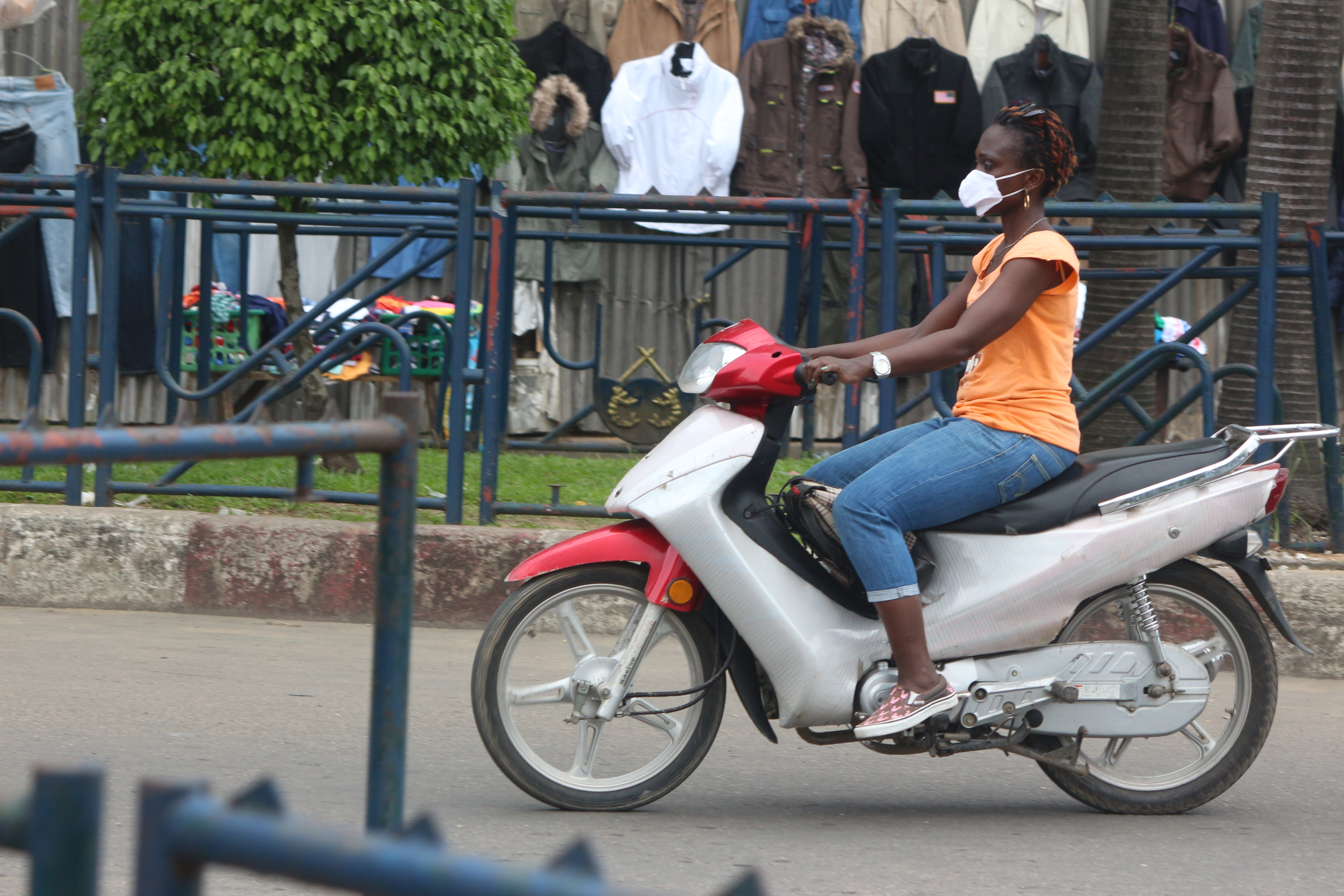

## Statistiques

Nombre de cas au Cameroun depuis le début de l'épidémie.

Nombre de morts au Cameroun depuis le début de l'épidémie.

## Vaccination des personnes du troisième âge contre la Covid-19 au Cameroun
Dans le monde, la pandémie de Covid-19 touche principalement les personnes du troisième âge, d’où la nécessité de mettre l'accent sur la vaccination des personnes âgées. Le ministre de la Santé publique du Cameroun, le Dr Manaouda Malachie, instaure un programme élargi de vaccination, à partir des doses de vaccin arrivées le 12 avril 2021 ; elles sont d'abord destinées aux personnes du troisième âge, parce que ce sont les personnes les plus vulnérables face à la pandémie. Le Cameroun compte dix régions mais le programme inaugure sa stratégie par la région de l’extrême-nord. Le pourcentage de vaccination en ce qui concerne cette catégorie de personnes se lève[Quand ?] à 3,8 % selon le programme élargi de vaccination. Le classement vaccinal des personnes ayant un âge de 50 ans et plus est le suivant : la région de l’extrême-nord possède le meilleur résultat selon le programme élargi de vaccination puis vient la région du centre et du nord-ouest.